# Péché dans l'islam
Le concept de péché dans l'islam (ذنب [dhanb]) désigne toute transgression intentionnelle des commandements divins, par commission ou par omission, qu'elle soit majeure ou mineure.
Bien que le Coran établisse une distinction implicite entre les péchés majeurs (kabā'ir), souvent liés à des sanctions divines explicites, et les péchés mineurs (ṣaghā'ir), plus véniels et réparables par de bonnes actions, le texte propose de multiples termes pour en décrire les nuances. La notion de péché est ainsi sujette à de multiples interprétations, les différentes traditions et les exégètes variant largement sur leurs définitions, leur nature et leur classification.
Les listes de péchés, qui peuvent aller, selon les commentateurs et savants musulmans, de quelques éléments à plusieurs centaines, retiennent régulièrement l'associationnisme, l'homicide illégal, l'usure, les fausses accusations ou encore la désobéissance envers les parents. Les péchés sont consignés dans le registre des actions (al-kitâb) qui est présenté à chaque individu lors du Jugement dernier, le pêcheur ayant toutefois la possibilité de se repentir et d'obtenir le pardon divin durant sa vie terrestre. 

## Le Coran
Le concept de péché occupe une place importante tant dans le Coran que dans la théologie et la jurisprudence islamiques. Il désigne toute transgression des commandements divins, qu'elle soit majeure ou mineure, par omission ou par commission. Le Coran insiste sur le fait que tous les actes, bons ou mauvais, sont consignés dans le registre des actions (al-kitâb) dont chaque individu prend connaissance lors du Jugement dernier, souvent à la consternation des pécheurs qui ont la possibilité de se repentir et d'obtenir le pardon durant leur vie terrestre.
L'islam ne considère ainsi pas le péché comme une condition innée de l’humanité, mais comme une conséquence des actes individuels. Le péché a des conséquences sur plusieurs plans : il peut entraîner des malheurs dans ce monde, affectant la personne, sa famille ou ses biens, mais aussi altérer l’état spirituel du croyant, certains hadiths allant jusqu’à remettre en question la foi d’une personne lors de la commission de péchés graves.  Le péché implique toutefois une intentionnalité et une connaissance de la faute, notion qui le distingue de l'« erreur » (khaṭā) renvoyant à une faute commise involontairement qui, bien  que nécessitant réparation, n'est pas considéré comme une transgression morale.

### Typologie
Les termes coraniques relatifs au péché recouvrent une variété de nuances, allant de la simple désobéissance à des transgressions graves à l'encontre des limites sacrées établies par Dieu, une diversité qui reflète la complexité morale et spirituelle inhérente à ce concept en l'islam. Les péchés peuvent ainsi être désignés dans le Coran sous les termes variés et souvent interchangeables de dhanb (pl. dhunūb), fāḥisha, ḥaraj, ithm , junāḥ, jurm, khațī'a, lamam, ma‘șiya et sayyi'a — ou leurs dérivatifs . Le Coran ne vise pas à établir un catalogue exhaustif, et encore moins systématique, des péchés, mais plutôt à affirmer une « dichotomie morale fondamentale » entre la croyance et l’incroyance, la vertu et le vice, le bien et le mal.  
La tradition normative islamique déduit au moins trois sens principaux du péché du texte coranique qui, bien que distincts les uns des autres, ne sont pas mutuellement exclusifs et dont l'usage révèle souvent un degré significatif de chevauchement. Ces interaction qui combinent les dimensions religieuses, morales et légales illustrent la complexité et la profondeur de la conception islamique du péché.   
Un premier sens désigne, en son acception la plus large, la violation d'un commandement divin, une « désobéissance » associée aux termes maʿṣiya et ʿiṣyān, opposée à l’« obéissance » (ṭāʿa), qui n’implique pas nécessairement de punition dans ce monde ; un deuxième acception considère le péché comme une infraction ou une violation d’une injonction religieuse ou morale, une mauvaise action ou un acte moralement répréhensible qui se traduit par des termes comme khaṭīʾa, ithm, dhanb et sayyiʾa ; enfin, un troisième sens, éthico-légal, définit le péché comme une infraction ou un crime éthique et légal, relevant des sanctions prescrites par le Coran ou la sunna (ḥudūd), à l'instar de l’adultère ou du meurtre qui constituent à la fois une transgression religieuse et une atteinte aux droits d’autrui : ce type de péché est puni à la fois dans ce monde, selon des prescriptions juridiques précises, et dans l’au-delà.   
Le Coran établit en outre une distinction implicite entre péchés « majeurs » ou « capitaux » (kabā'ir) et « mineurs » (ṣaghā'ir), indiquant que Dieu pardonne ces derniers à qui s'abstient de commettre les premiers. Cette distinction constitue l'une des classifications des péchés les plus habituellement reprises dans la tradition normative islamique : généralement, les péchés « majeurs » sont définis comme ceux explicitement condamnés par des châtiments divins ou par les ḥudūd, tandis que les péchés mineurs sont associés à des fautes plus légères voire vénielles, que peuvent, selon le Coran, réparer les bonnes actions. Néanmoins, ces notions sont l'objet de nombreuses interprétations et commentaires qui ne s'accordent souvent pas.  

### Responsabilité
Contrairement à la doctrine chrétienne du péché originel héritée d'Augustin d'Hippone, qui pose que le péché est hérité de manière physique par toute l’humanité à la suite d’Adam, la perspective islamique stipule que chaque individu naît fondamentalement pur et possède la capacité de choisir entre le bien et le mal : le péché est non pas une condition inhérente mais le résultat d’actes volontaires. Toutefois, le péché semble inhérent à la nature humaine et, à l'exception de ʿĪsā (Jésus) et sa mère Maryam (Marie), tous les hommes en sont marqués, y compris Mahomet lui-même.   
Á la différence des deux autres religions du Livre, l'islam a élaboré un cadre légal détaillé qui traite des péchés et de leurs sanctions, le péché étant principalement abordé sous un prisme légal et moral, avec une attention particulière portée aux péchés individuels et à leurs implications juridiques. Néanmoins, la tension entre la prédestination de l'homme au bien ou au mal et son libre arbitre est l'objet de débats théologiques nourris depuis le IXe siècle, les commentateurs se posant la question de l'autonomie de l'homme, même s’ils s'accordent sur sa responsabilité et son aptitude à être jugé.  
L’intentionnalité du péché joue également un rôle important dans l'approche musulmane, bien que cet aspect soit moins central que dans le christianisme ou le judaïsme.  La jurisprudence islamique considère toutefois que la responsabilité morale et légale dépend de la capacité à distinguer entre les actions permises et interdites (ahliyyah), accordant une attention particulière à la nature des péchés et à leurs conséquences sur l’individu et la société. Ainsi, si certains péchés graves doivent être punis dans ce monde conformément aux directives religieuses, seule une personne dotée de la capacité légale – c’est-à-dire consciente et libre dans ses choix – peut être tenue responsable de ses actes

### Repentance et pardon
A l'instar du judaïsme et du christianisme, l’islam propose des moyens pour surmonter le péché, notamment par le repentir sincère, souvent associé à des pratiques ascétiques, particulièrement développées dans des courants spirituels comme le soufisme, qui insistent sur une relation personnelle avec Dieu. 
Le Coran insiste sur l'importance de la repentance (tawbah), mentionnée à de nombreuses reprises — souvent à la suite de passages évoquant la punition ou les conséquences du péché — et faisant même l'objet d'une sourate entière, la sourate 9. La repentance est d'un processus strictement personnel qui ne nécessite aucune intercession sacerdotale, un retour vers Dieu marqué par la demande de pardon, le regret sincère et la résolution de s’amender. Dans les cas où un péché porte atteinte à autrui, une restitution est cependant requise pour compléter cette repentance. 
La miséricorde divine est prédominante et rien ne semble devoir la limiter, à l'exception de l'associationnisme qui abolit le lien entre le croyant et Dieu. Le Coran réitère que le pardon est accessible à quiconque se repent sincèrement mais il y a débat entre commentateurs pour savoir si les péchés les plus graves sont pardonnés à seulement certains individus de la période pré-islamique ou si le pardon divin se donne sans limite de temps ni de gravité des actes.
Par exemple, à la suite de la description de péchés majeurs tels que le meurtre ou l’adultère, la possibilité de repentance est immédiatement offerte aux individus sincères qui manifestent leur foi profonde (āmana) et corrigent leurs actes par des bonnes œuvres (ʿamilā ʿamalan ṣālihan) mais certains commentateurs estiment que ces verstes se trouvent abrogés par d'autres indications coraniques. Quoi qu'il en soit, ces efforts concrets sont présentés comme de nécessaires preuves de sérieux et d'engagement envers Dieu.  Enfin, le soufisme interprète la repentance comme un processus de conversion spirituelle plus profond, visant une conscience constante de la présence divine. 

## Commentaires
La notion de péché, englobant tout type de faute que l'homme peut commettre, est donc à la fois imprécise et complexe mais cela n'a pas empêché les commentateurs de se livrer à différentes tentatives de catégorisation. 

### Nombre
La nature exacte de ces catégories et leur classification peuvent varier fortement suivant les différents oulémas, exégètes, commentateurs et théologiens musulmans qui ne s'accordent d'ailleurs pas sur leur nombre, avec des chiffres pouvant aller de quatre péchés majeurs à sept cents : par exemple, la tradition qui se fonde sur le compagnon du Prophète Abu Huraira (VIIe siècle) n'en dénombre que sept, tandis que d'autres commentateurs suivent son contemporain Ibn Abbās qui estime lui que les péchés majeurs sont « plus proches de 700 que de 7 » ; An-Nasa'i (IXe siècle) rapporte une parole de Mahomet évoquant les « sept péchés capitaux », quand un ouvrage d’Al-Dhahabī (XIVe siècle) sur le sujet expose soixante-dix péchés majeurs et qu'Ibn Hajar al-Haytami (XVIe siècle) — dont l’insatisfaction à l’égard du livre d’al-Dhahabī l’a conduit à écrire ce qui est devenu l’un des ouvrages les plus influents sur le sujet — n'en relève pas moins de 476, qu’il répartit entre « intérieur » et « extérieur ». 

### Péchés «majeurs»
La classification des actes considérés comme des péchés majeurs varie selon les interprètes, les écoles ou les époques et fait l’objet de débats. Cependant, le Coran identifie le shirk (« associationnisme » ou « idôlatrie») comme le péché majeur ultime, jugé impardonnable sans repentir sincère : il est dès lors généralement admis par les commentateurs que le manquement au monothéisme constitue toujours un péché majeur. 
Ibn Abbās définit un péché majeur comme tout acte qui a suscité la colère divine : « tout péché que Dieu a marqué du feu, de [son] déplaisir, de [sa] malédiction, ou de [la menace de sa] punition ». D'autres, comme Al-Dhahabi, élargissent cette définition pour y inclure les actes punis par les ḥudūd tels que le meurtre, l'adultère ou le vol, ainsi que tout acte ayant suscité une malédiction explicite du Prophète. Au XVIe siècle, Ibn Hajar al-Haytami donne un large échantillon de points de vue à la fois communs et alternatifs sur la manière de définir les péchés majeurs dénotant entre autres les péchés expressément interdits ou accompagnés de terribles avertissements dans le Coran et la sunna, mais également des actes devenus des péché « majeurs » car ils sont commis sans sentiment de peur ou de remords. 
Certains penseurs, tels qu'Al-Ḥalīmī (Xe siècle), qui tient le kufr (l'incrédulité en Dieu) comme seul péché rédhibitoire, insistent sur le contexte, arguant qu'un péché mineur peut devenir majeur en fonction des circonstances (comme voler à un pauvre). Inversement, un péché majeur peut atteindre un degré plus grave s'il viole simultanément plusieurs interdits sacrés, comme le meurtre d'un familier dans un lieu saint.

### Listes de péchés
Bien qu’il demeure une grande incertitude sur leur catégorisation précise ou sur leur nombre, des listes des péchés majeurs sont plus facilement accessibles dans les hadiths. Par exemple, le théologien Ahmad Ibn Hanbal rapporte une tradition selon laquelle, Mahomet interrogé sur les péchés capitaux, répond qu'il s'agit d'« associer Dieu, de tuer une âme musulmane et de fuir le combat » tandis que pour Abdullah ibn Masud, l'un des tout premiers convertis à l'islam, il s'agit de « ne plus espérer le secours de Dieu, désespérer de [sa] miséricorde, s'estimer à l'abri de [ses] épreuves et associer à Dieu ».
Une influente tradition rapportée par le compagnon de Mahomet Abu Huraira, énumère les sept péchés majeurs suivants : l'associationisme, la sorcellerie, l'homicide illégal, l'usurpation des biens des orphelins, l'usure, la fuite du champ de bataille, liste à laquelle Abdullah ibn Omar, autre compagnon du Prophète, ajoute la fausse accusation d'adultère, le faux témoignage, la désobéissance envers les parents, la magie et les actes impies commis dans une Mosquée. 
Nombre d'exégètes considèrent les commandements contenus dans les versets 151 et 152 de la sourate Al-A'raf (Le purgatoire) comme particulièrement importants, soulignant leur parenté avec les Dix Commandements et les principes moraux fondamentaux d'autres religions et traditions. Ces versets interdisent l'association de partenaires à Dieu, l’ingratitude envers ses parents, le meurtre de ses propres enfants par crainte de la pauvreté, les homicides illégaux, l'appropriation illicite des biens des orphelins, l'altération de l’équité des transactions par la manipulation des unités de mesure et, enfin, le fait de proférer des paroles injustes, y compris lorsqu’elles visent ses propres proches. En conséquence, toute transgression de ces commandements est régulièrement perçue comme un péché majeur.  
De la même manière, la sourate 17: 23-38 énumère un certain nombre de commandements divins mentionnant plusieurs actes qui doivent être évités car « leur état de péché (sayyi'uhu) est odieux [au] Seigneur », ce qui permet d'établir une manière de liste incluant :
- L'insolence envers ses parents ;
- Le gaspillage et l'avarice ;
- Le meurtre de ses enfants par crainte de pauvreté ;
- Les homicides injustifiés d'autres natures ;
- La fornication ;
- L'usurpation des biens des orphelins ;
- La malhonnêteté dans les transactions commerciales ;
- Parler de choses sur lesquelles on n’a pas de connaissance ;
- L’arrogance et l’orgueil .

Certains exégètes étendent la liste coranique des péchés au ḥudūd — les dispositions légales sanctionnant la consommation d’alcool, l’adultère et la fornication, les accusations mensongères d’adultère et de fornication, le vol et le brigandage — ainsi qu'à la négligence chronique des obligations rituelles fondamentales et des actes aussi divers que :
- La calomnie[v 19] ;
- Les soupçons injustifiés (ẓann) et la médisance[v 20] ;
- Le mensonge (qawl al-zūr)[v 21] et la dissimulation de témoignages légaux[v 22] ;
- L'usure[v 23] ;
- L’homosexualité[v 24] ;
- Le fait de nuire à Dieu, à son Prophète ou aux croyants[v 25].

### Versets coraniques
1. ↑  Coran 18:49
2. ↑  cf. Coran 3:11, 16, 193 ; 8:54 ; 12:29 ; 67:11.
3. ↑  cf. Coran 2:169 ; 4:22 ; 12:24 ; 17:32 ; 27:54.
4. ↑  cf. Coran 9:91 ; 48:17.
5. ↑  cf. Coran 2:198, 235 ; 4:102 ; 33:51.
6. ↑  cf; Coran 6:147 ; 7:40 ; 9:66 ; 10:17 ; 11:35 ; 18:49 ; 45:31 ; 83:29.
7. ↑  cf. Coran 2:81 ; 4:112 ; 12:97 ; 17:31 ; 69:9 ; 71:25.
8. ↑  cf. Coran 53:32.
9. ↑  cf. Coran 58:8-9.
10. ↑  cf. Coran 3:193 ; 4:31 ; 7:153 ; 29:7.
11. ↑  Coran 18:49
12. ↑  Coran 11:114.
13. ↑  Coran 39:53.
14. ↑  Coran 4:48,116.
15. ↑  Coran 25:63 et ss.
16. ↑  Coran 25:70.
17. ↑  Coran 4:93.
18. ↑  cf. Coran 4:48.
19. ↑  Coran 24:11 ; 33:58.
20. ↑  Coran 49:11-12.
21. ↑  Coran 22:30.
22. ↑  Coran 2:283.
23. ↑  Coran 2:275-276, 278-279 ; 3:130-131.
24. ↑  cf. Coran 26:165 et suivants ; 21:74.
25. ↑  Coran 33:57-58.